# Psydrax odorata
Psydrax odorata là một loài thực vật có hoa trong họ Thiến thảo. Loài này được (G.Forst.) A.C.Sm. & S.P.Darwin miêu tả khoa học đầu tiên năm 1988. Nó là loài bản địa của quần đảo Thái Bình Dương, Malesia và Australasia. Nó cao từ 6–30 ft (1,8–9,1 m), tán 3–7 ft (0,91–2,13 m), và chiều rộng thân gỗ đến 4 in (10 cm).

## Hình ảnh

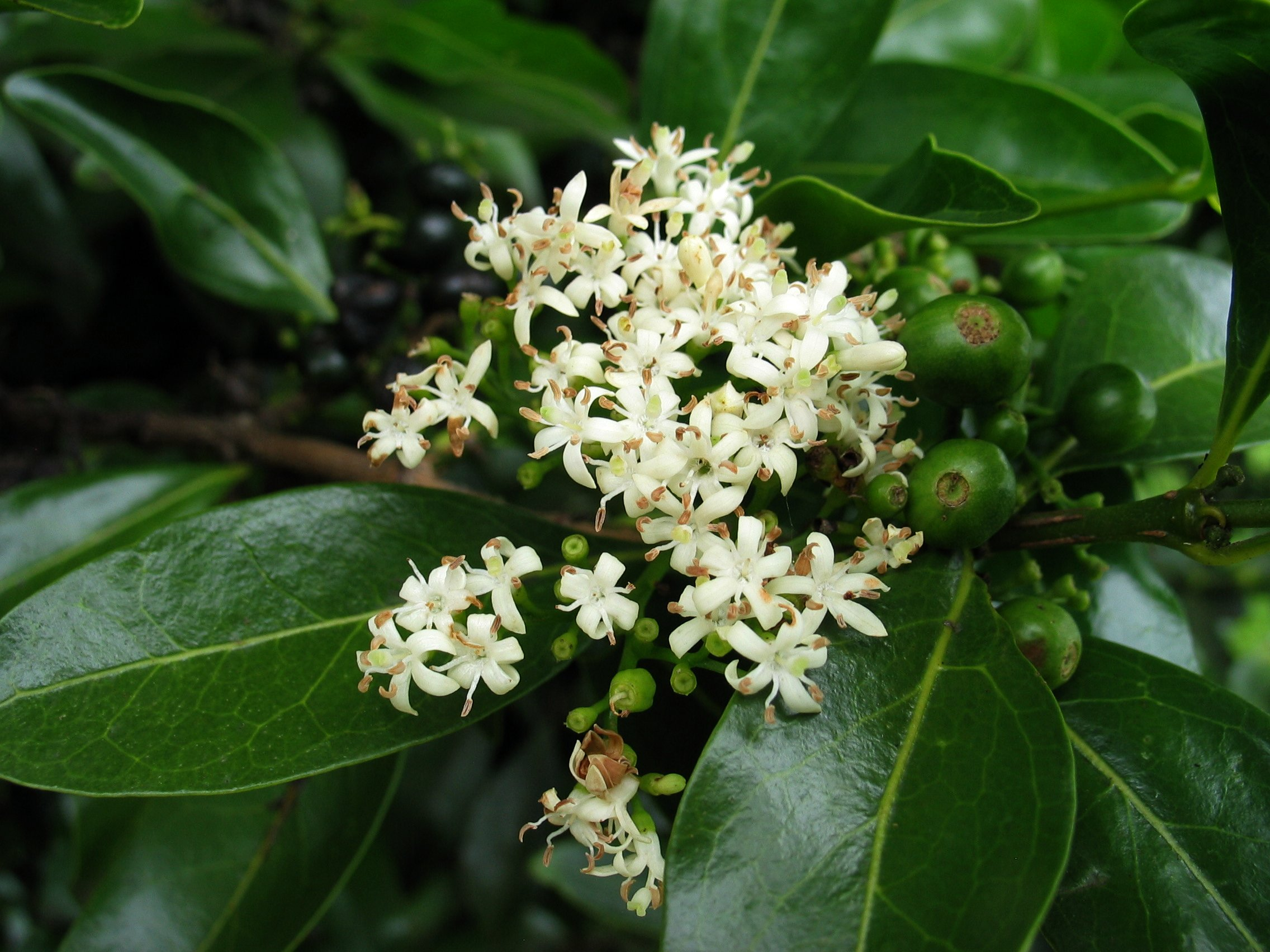
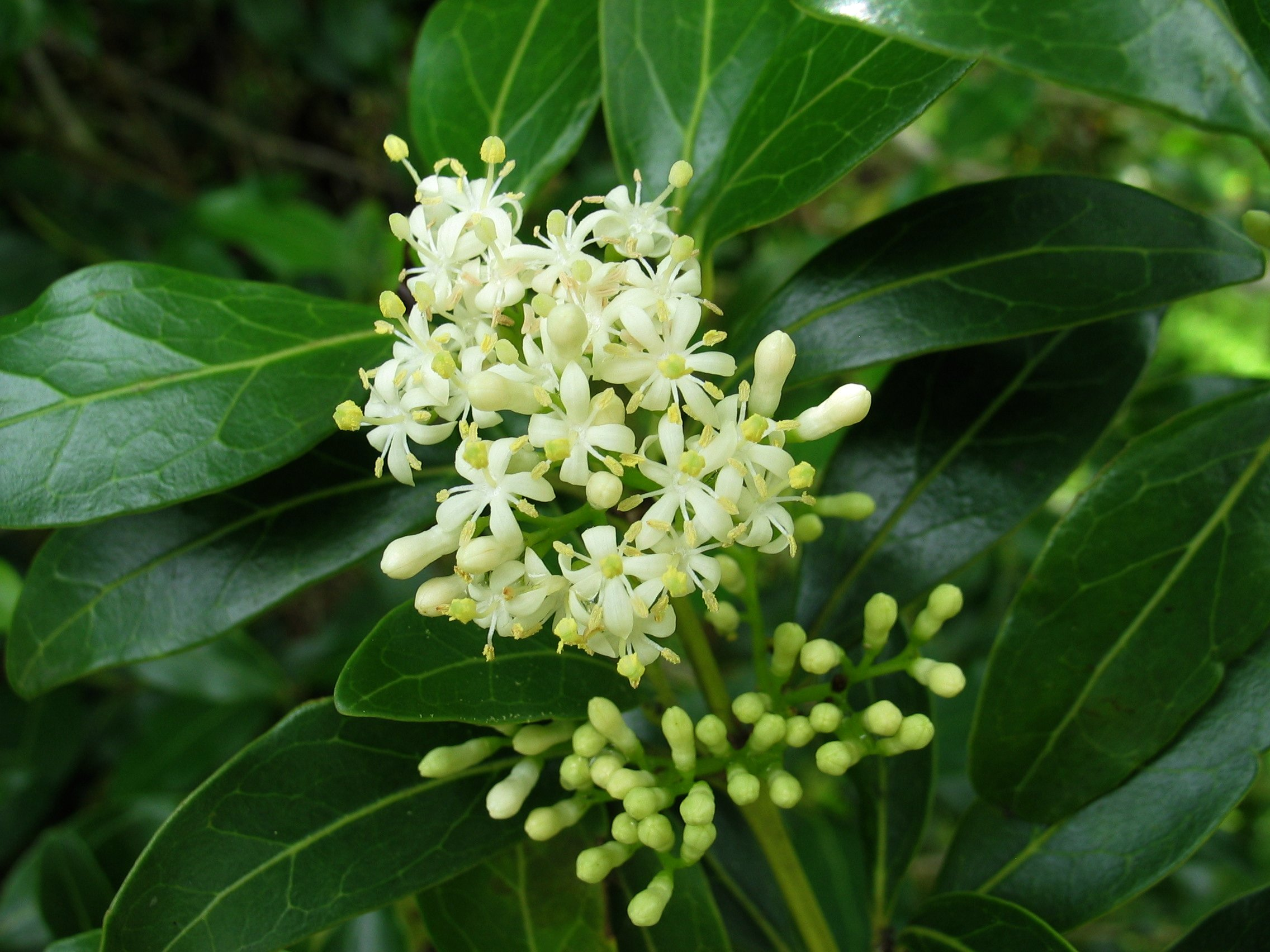
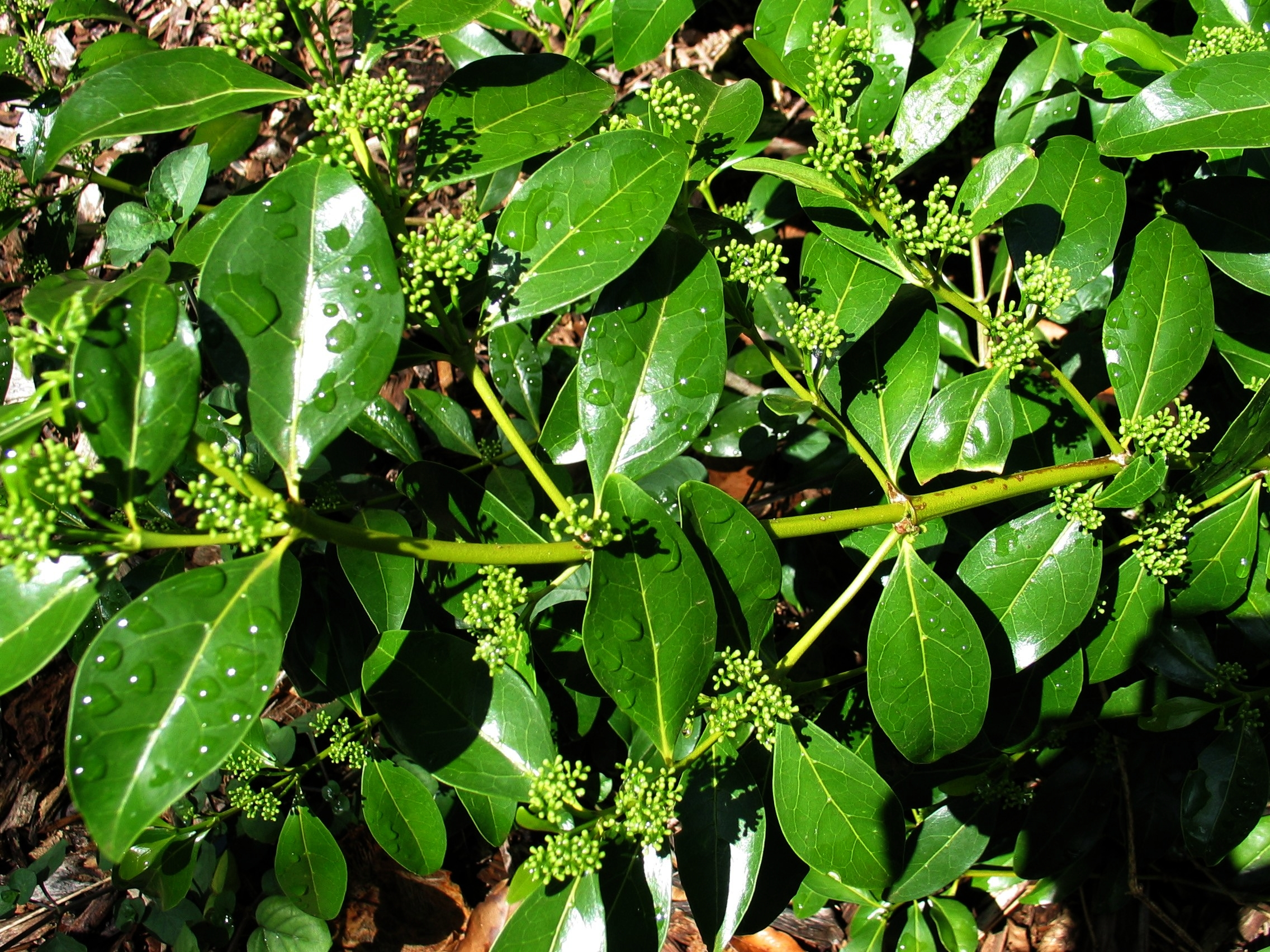
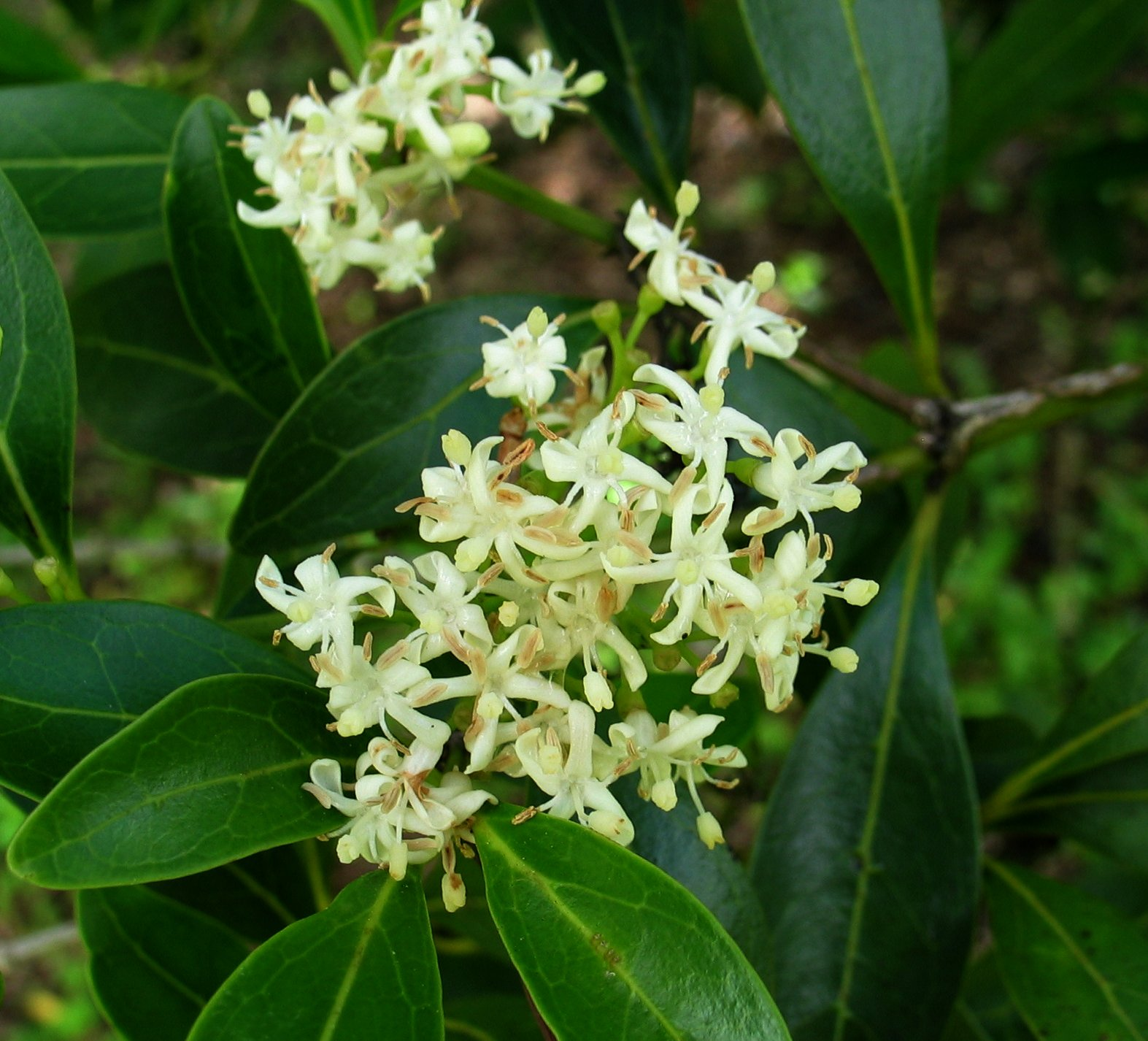